# 西山乡 (越西县)
西山乡（羅馬化：xy sha），是中华人民共和国四川省凉山彝族自治州越西县曾经下辖的一个乡。2021年1月12日，撤销西山乡和河东乡，将原西山乡和原河东乡所属行政区域划归越城镇管辖。

## 行政区划
西山乡撤销前下辖以下地区：
西埝村、大块村、山洪村、关马村、大庆村和马母古村。